# هناپس
هناپس (به فرانسوی: Hannapes) یک کمون (فرانسه) در فرانسه است که در ان (ا-دو-فرانس) واقع شده‌است. هناپس ۹٫۱۶ کیلومتر مربع مساحت دارد ۱۷۷ متر بالاتر از سطح دریا واقع شده‌است.